# John Oxx
John M. Oxx (né le 14 juillet 1950) est un entraîneur irlandais de chevaux de courses, spécialisé dans les courses de plat basé à Curragh, dans le Comté de Kildare.

## Biographie
Diplômé en chirurgie vétérinaire de l’Université de Dublin, John-s Oxx débute comme assistant de son père, John Oxx Sr., lui-même entraîneur classique, avant de prendre sa succession en 1979. C'est Eurobird qui lui apporte son premier vainqueur classique, dans l'édition 1987 du St. Leger irlandais. 1987 est aussi l'année où l'Aga Khan lui confie un important contingent de chevaux. John Oxx revendique deux victoires dans le Prix de l'Arc de Triomphe, dont l'une est à mettre au crédit de son champion le plus célèbre, le crack Sea The Stars.
Il a reçu le Daily’s Telegraph Award of Merit en 2009, et a pris sa retraite en 2020.

## Palmarès sélectif (groupe 1uniquement)
Royaume-Uni
- Derby d'Epsom – 2 – Sinndar (2000), Sea The Stars (2009)
- 2000 Guinées – 1 – Sea The Stars (2009)
- King George VI and Queen Elizabeth Diamond Stakes – 2 – Alamshar (2003), Azamour (2005)
- Ascot Gold Cup – 1 – Enzeli (1999)
- Eclipse Stakes – 1 – Sea The Stars (2009)
- Coronation Stakes – 1 – Ridgewood Pearl (2010)
- International Stakes – 1 – Sea The Stars (2009)
- St. James's Palace Stakes – 1 – Azamour (2005)
- Prince of Wales's Stakes – 1 – Azamour (2005)

 Irlande
- Irish Derby – 2 –  Sinndar (2000), Alamshar (2003)
- Irish Oaks – 2 – Ebadiyla (1997), Winona (1998)
- Irish 1000 Guineas – 1 – Ridgewood Pearl (2010)
- Irish St. Leger – 4 – Eurobird (1987), Petite Ile (1989), Kastoria (2006), Alandi (2009)
- Irish Champion Stakes – 3 – Timarida (1996), Azamour (2004), Sea The Stars (2009)
- Moyglare Stud Stakes – 2 – Flamenco Wave (1988), Edabiya (1998)
- Matron Stakes  – 2 – Chanzi (1993), Timarida (1995)
- National Stakes – 2 – Manntari (1993), Sinndar (1999)
- Pretty Polly Stakes – 1 – Takarouna (1993)
- Tattersalls Gold Cup – 1 – George Augustus (1995)

 France
- Prix de l'Arc de Triomphe – 2 – Sinndar (2000), Sea The Stars (2009)
- Prix du Cadran – 1 – Alandi (2009)
- Prix du Moulin de Longchamp – 1 – Ridgewood Pearl (1995)
- Prix de l'Opéra – 1 – Timarida (1995)

 Allemagne
- Bayerisches Zuchtrennen – 1 – Timarida (1996)

 États-Unis
- Beverly D. Stakes – 1 – Timarida (1996)
- Breeders' Cup Mile – 1 – Ridgewood Pearl (1995)

 Canada
- E.P. Taylor Stakes – 1 – Timarida (1995)